# Pata (Slovacchia)
Pata (in ungherese Vágpatta) è un comune della Slovacchia facente parte del distretto di Galanta, nella regione di Trnava.